# Appias pandione
Appias pandione är en fjärilsart som först beskrevs av Charles Andreas Geyer 1832.  Appias pandione ingår i släktet Appias och familjen vitfjärilar. Inga underarter finns listade i Catalogue of Life.